# Norra Ilocos

Norra Ilocos läge i Filippinerna

Norra Ilocos (Ilocos Norte) är en provins i Filippinerna och ligger i Ilocosregionen. 570 500 invånare (2006) på en yta av 3 399 km². Provinsens administrativa huvudort är Laoag City.
Provinsen är uppdelad i 22 kommuner och 1 stad.